# Jacob Jonathan Aars
Jacob Jonathan Aars, född 12 juli 1837 i Kristiania (nuvarande Oslo), död där 22 september 1908, var en norsk skolman. Han var far till Kristian Birch-Reichenwald Aars och Harald Aars.

## Biografi
Aars tog 1860 filologisk lärareexamen samt upprättade 1863 tillsammans med Peter Christiansen Voss en latin- och realskola i Oslo, Aars og Voss' skole, som därefter utvidgades till ett fullständigt gymnasium. Sina vidsträckta kunskaper och livliga vetenskapliga intressen, vilka föranledde honom att företa flera studieresor i utlandet, särskilt Sverige, Tyskland och Italien, nyttiggjorde han genom en flitig pedagogisk och filologisk verksamhet. 
Förutom mindre skrifter rörande undervisnings- och uppfostringsfrågoe har Aars utgivit en hel del språkvetenskapliga arbeten. Bland dem kan nämnas: Oldnorsk formlære (1862), Retskrivningsregler til skolebrug (1866, 15:e upplagan 1902), Om skæbnen hos Homer (1877), Lidt om vort sprog og dets udtale (1880), Sokrates, skildret gjennem oversættelser af Platon, med indledning og anmerkninger (1881), Das Gedicht des Simonides in Platons Protagoras (1888) och Græsk literaturhistorie (1889). Aars var även medlem av flera av regeringen tillsatta kommittéer rörande det högre skolväsendet.